# Torpenhow
Torpenhow är en ort i civil parish Blennerhasset and Torpenhow, i distriktet Cumberland, i grevskapet Cumbria, i England. Orten är belägen 10 km från Wigton. Torpenhow var en civil parish fram till 1866. Civil parish hade 1 032 invånare år 1831.